# Palazzo Biscari
O Palazzo Bìscari, também conhecido como Palazzo Biscari alla Marina (para não confundir com o Palazzotto Biscari alla Collegiata), é o palácio privado mais importante de Catânia, na Sicília, localizado no bairro de Civita, no centro histórico.

## História
O palácio foi construído a mando da família Paternò Castello dos príncipes de Biscari a partir do final do século XVII e durante grande parte do século seguinte, após o terremoto de Val di Noto em 11 de janeiro de 1693. O novo palácio foi construído sobre as muralhas da cidade de Catânia, construídas no século XVI a mando do Sacro Imperador Romano Carlos V, que resistiram parcialmente à fúria do terremoto: os Biscari foram uma das poucas famílias aristocráticas da cidade que obtiveram permissão real para construir sobre eles.
A parte mais antiga do palácio foi construída por ordem de Inácio, 3º Príncipe de Biscari, que confiou o projeto ao arquiteto Alonzo Di Benedetto. No entanto, foi o filho de Inácio, Vincenzo, que sucedeu ao pai em 1699, quem encomendou a decoração das sete esplêndidas janelas com vista para a marina, obra do escultor de Messina, Antonino Amato. O palácio foi posteriormente modificado por ordem de Ignazio Paternò Castello, 5º Príncipe de Biscari, que o estendeu para o leste com base num projeto do arquiteto Girolamo Palazzotto e, posteriormente, do arquiteto Francesco Battaglia. Entre os artistas contratados para realçar os aposentos estava Giovanni Battista Piparo, que pintou alguns afrescos. O edifício foi concluído em 1763 e inaugurado com grandes celebrações.
Entre os visitantes famosos do palácio, está o escritor Johann Wolfgang Goethe que, durante sua viagem à Itália, foi recebido pelo príncipe de Biscari em 3 de maio de 1787, logo após a morte de seu pai Ignazio.
O abade, que já tinha vindo nos receber ontem à noite, chegou cedo esta manhã e nos levou ao Palazzo Biscari, um edifício térreo sobre uma base elevada. Lá, visitamos o museu, que abriga estátuas de mármore e bronze, vasos e outras antiguidades de todos os tipos.— Goethe, Viagem à Sicília
No início de 2008, o prédio foi cenário do videoclipe da canção "Violet Hill", da banda inglesa Coldplay.

## Descrição

### Fachada
Abundância, Prosperidade, Fertilidade e Sabedoria são os temas retratados nos grupos alegóricos das decorações da fachada externa.

### Interior
O acesso ao palácio é feito por um grande portal na Via Museo Biscari, que leva ao pátio central, adornado com uma grande escadaria em pinça.
- Ambulacro;
- Galeria de quadros:
  - Sala dos Feudos: sala com grandes telas nas paredes representando os numerosos feudos Biscari;
  - Sala dos retratos de família.
- Salão de Baile ou Salão Central: um ambiente em estilo rococó com decorações intrincadas, incluindo espelhos estuque e afrescos pintados por Matteo Desiderato, Sebastiano Lo Monaco e Luigi Mayer. A pequena cúpula central, outrora usada como câmara de orquestra, é coberta por um afresco representando a Glória da família Paternò Castello de Biscari. O acesso à cúpula é feito por uma escadaria decorada com estuque (que o príncipe Ignazio chamou de "arco de nuvens") dentro da grande galeria com vista para a marina.
- Apartamentos da Princesa: apartamentos construídos por Ignazio V para sua esposa, Ana Maria Morso e Bonanno, dos príncipes de Poggioreale, com painéis de madeira embutidos e pisos de mármore da época romana;
- Galeria dos Pássaros;
- Quarto de Dom Quixote.
- Museu Biscari, que outrora abrigou a grande coleção arqueológica do patrono Ignazio Paternò Castello, 5º Príncipe de Biscari, um grande estudioso, arqueólogo e amante das artes em geral; desde 1927, parte da coleção está abrigada no Museu Cívico do Castelo Ursino.[3]

## Galeria de imagens

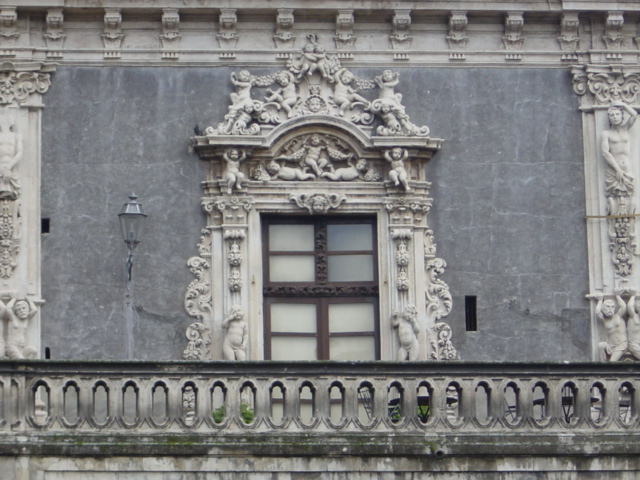
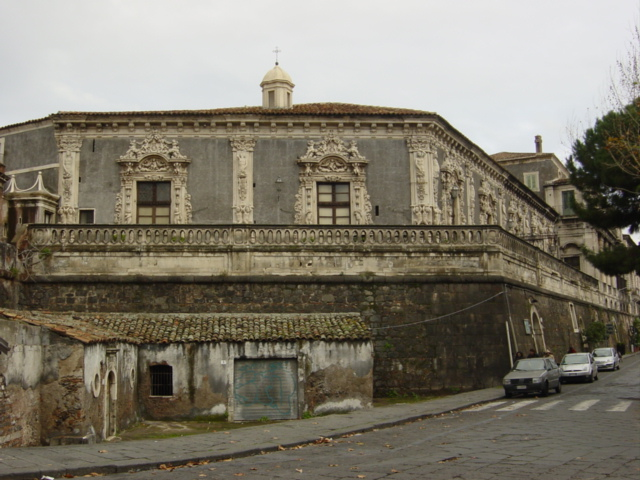
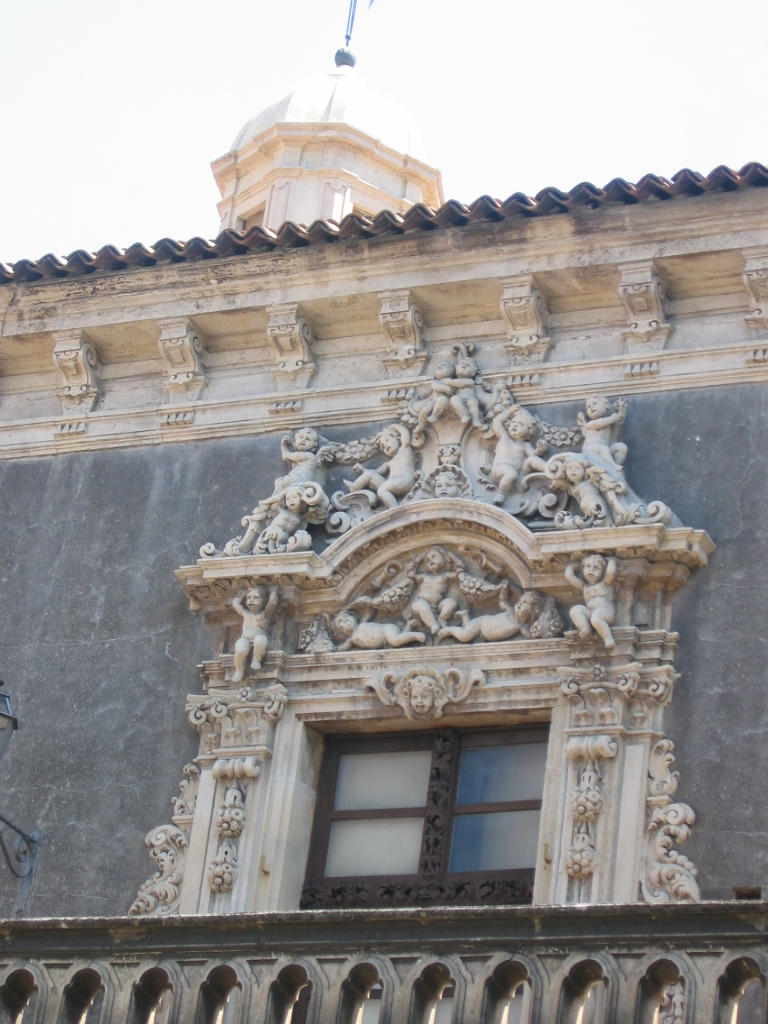
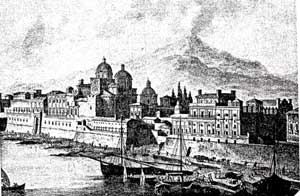
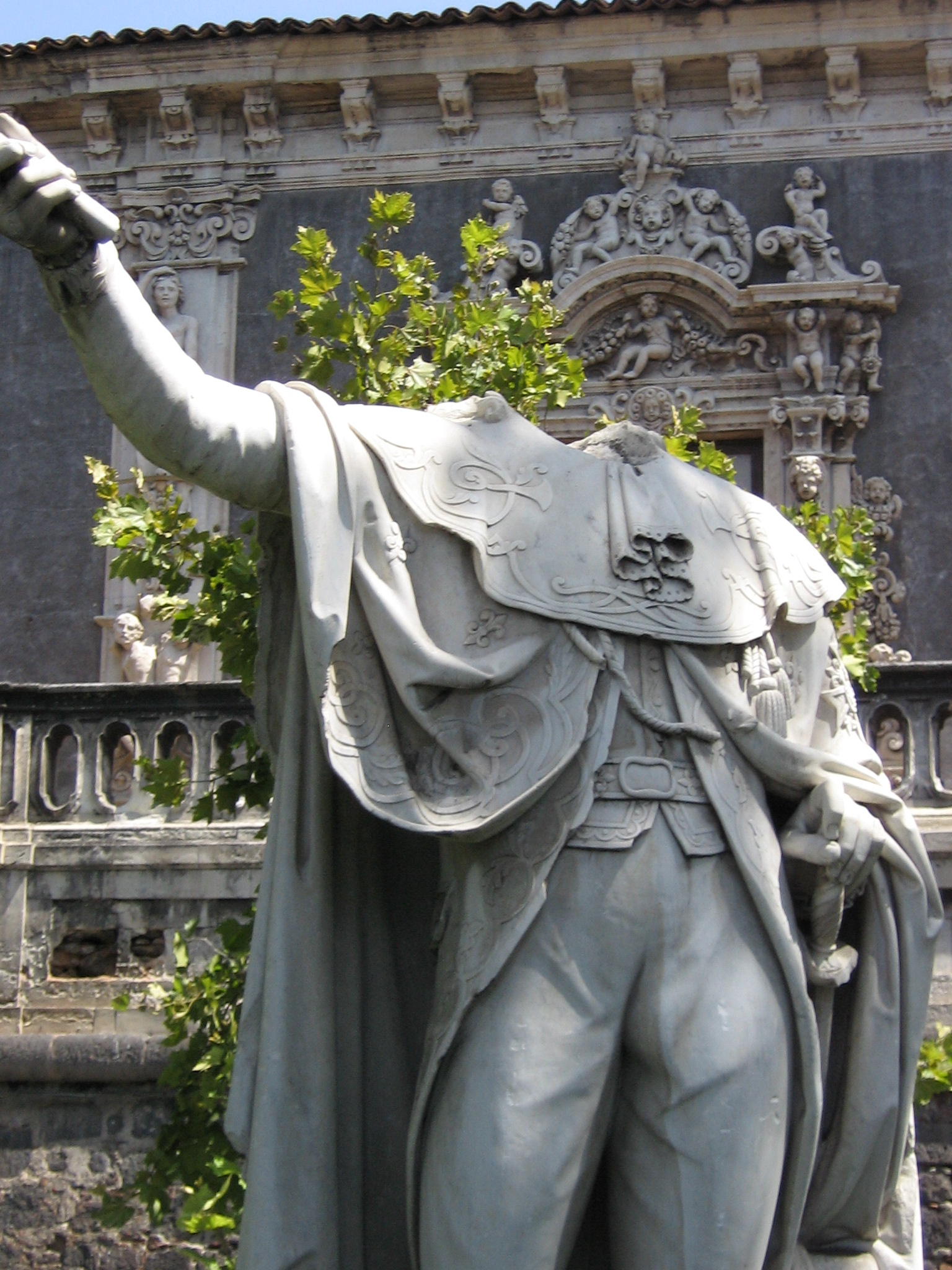
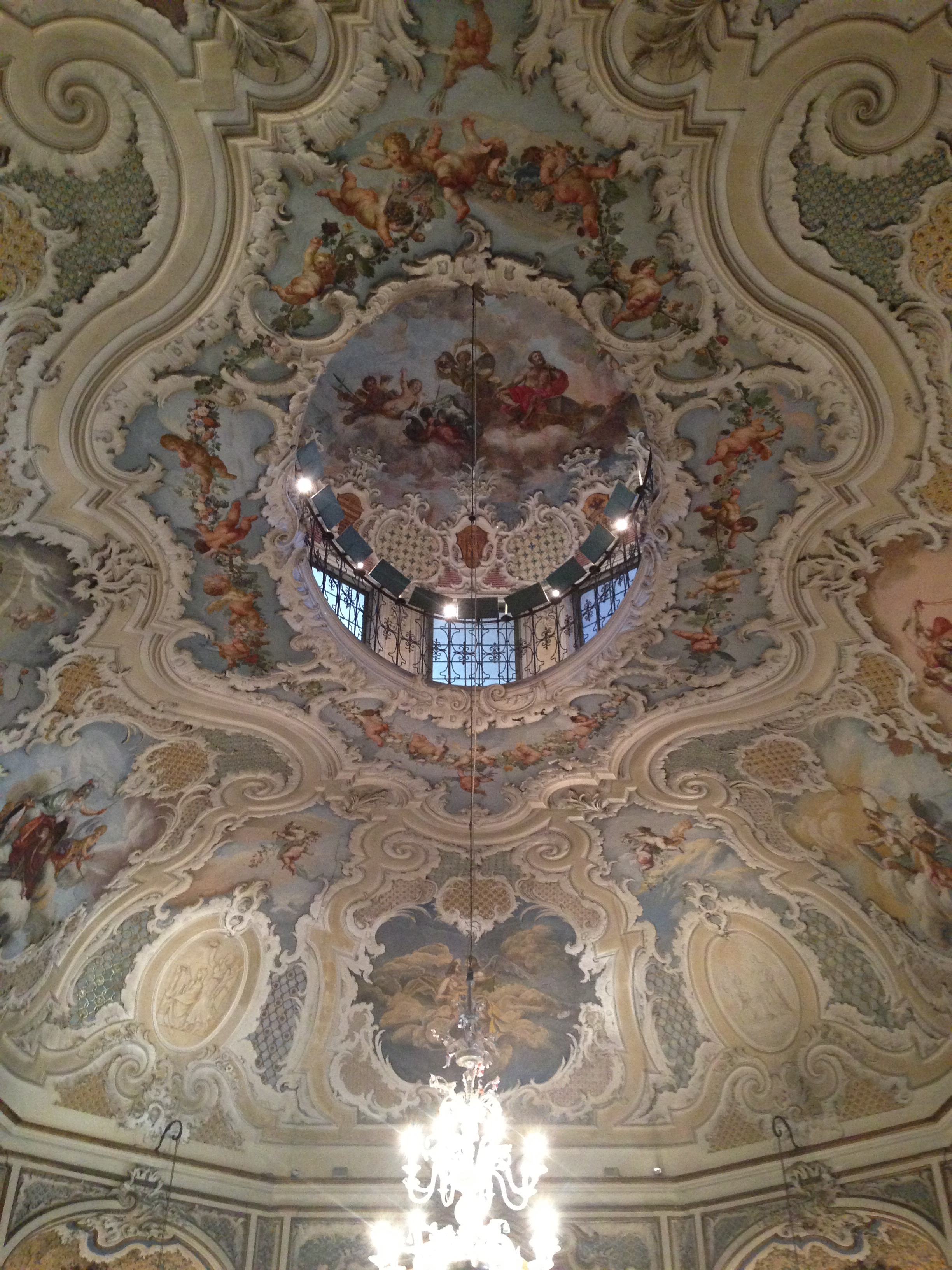
Teto do salão
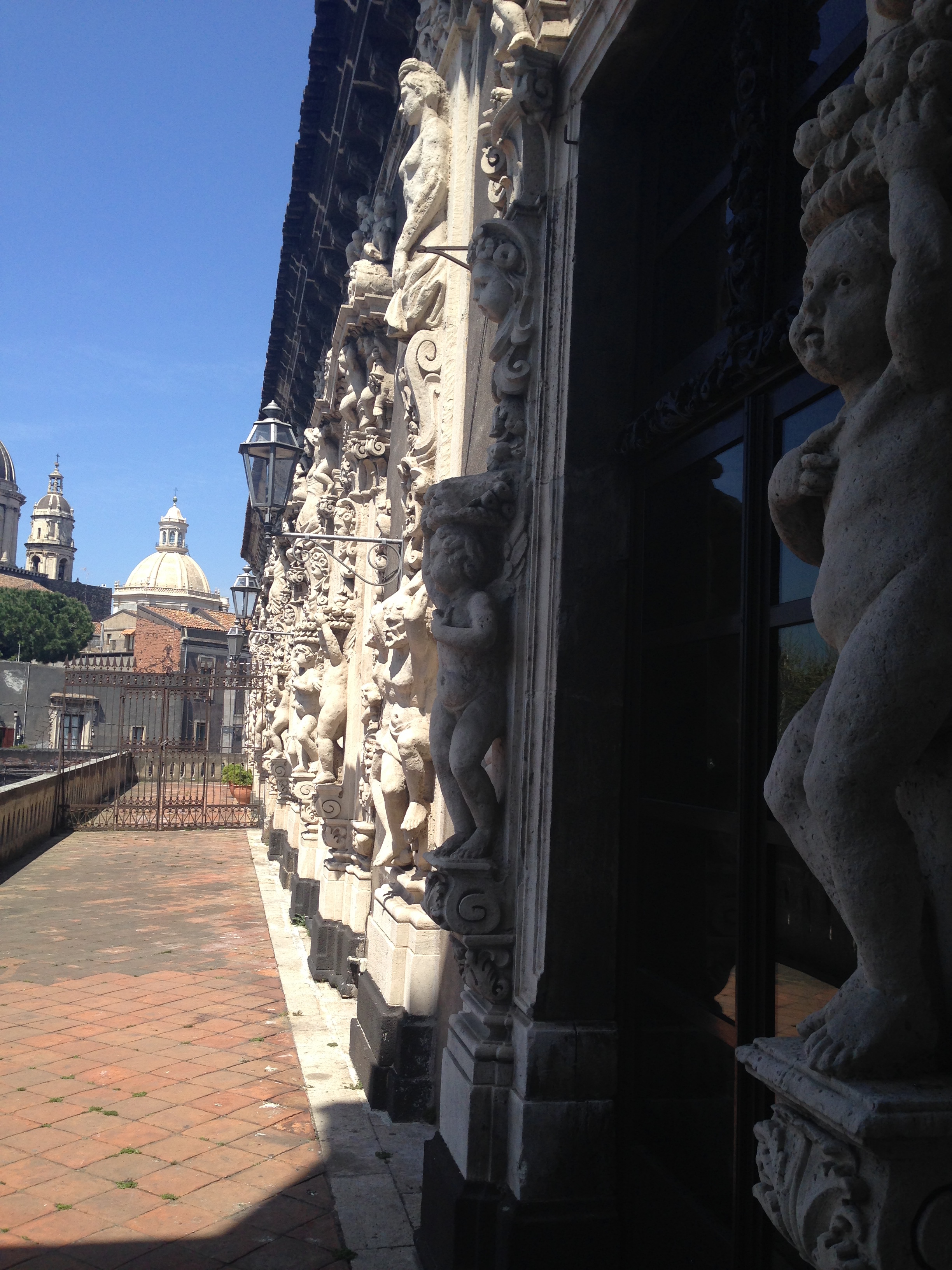
Sacada
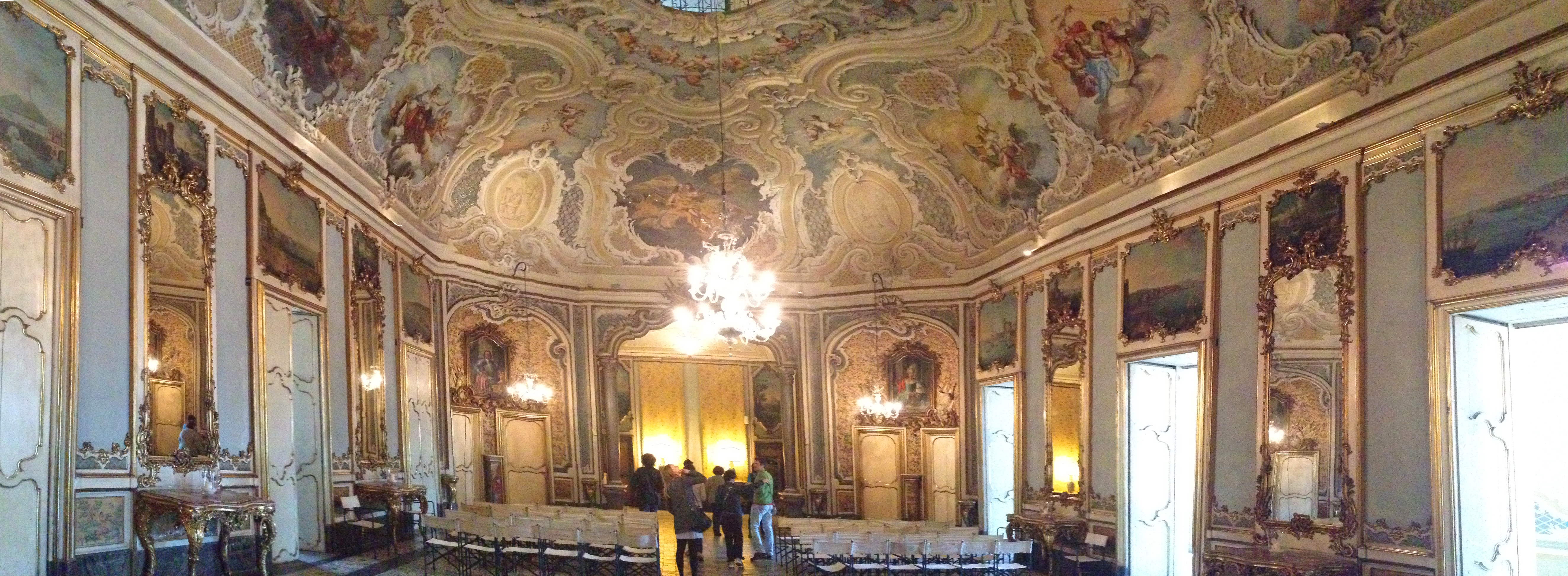
Salão principal
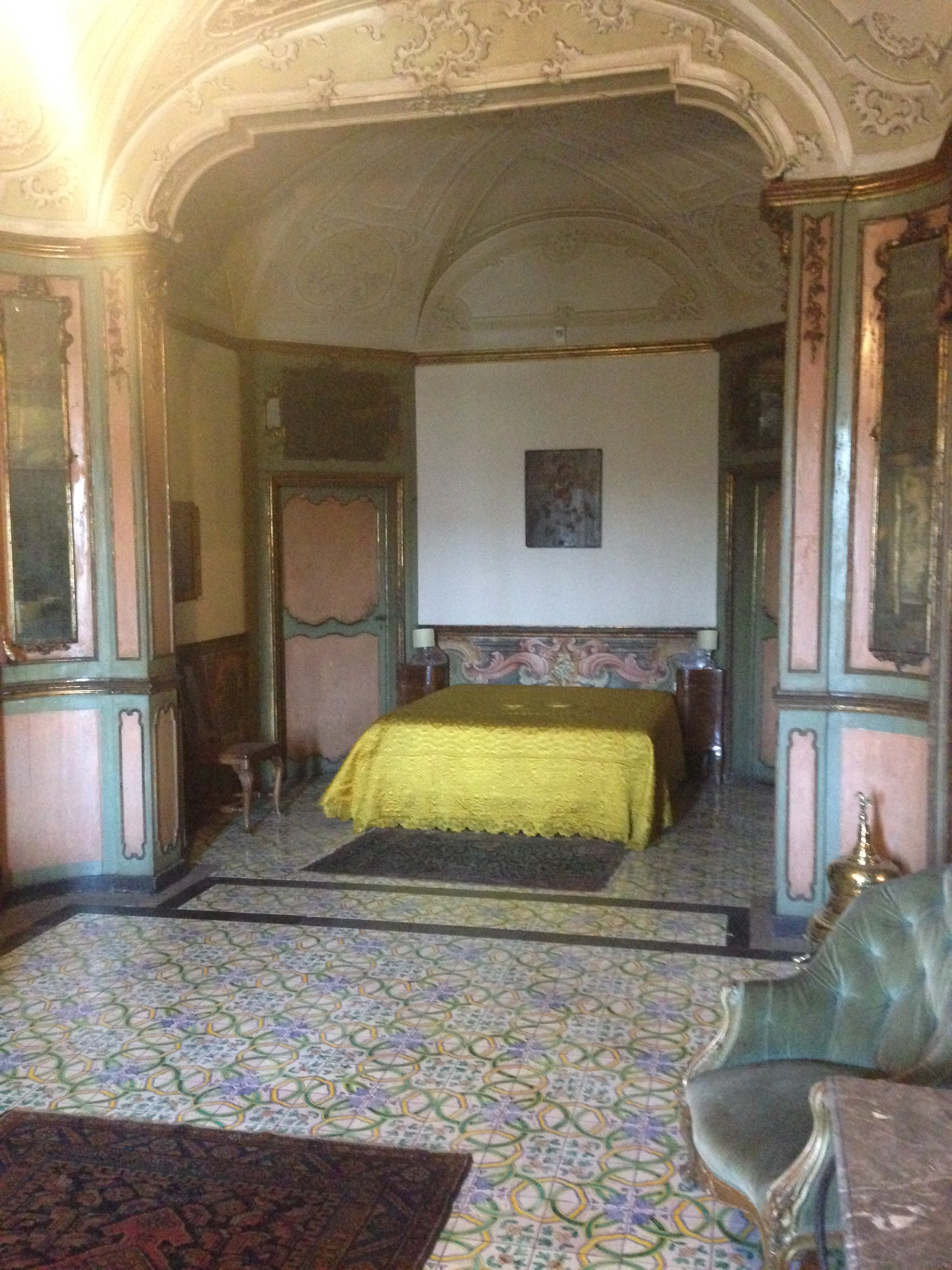
Alcova
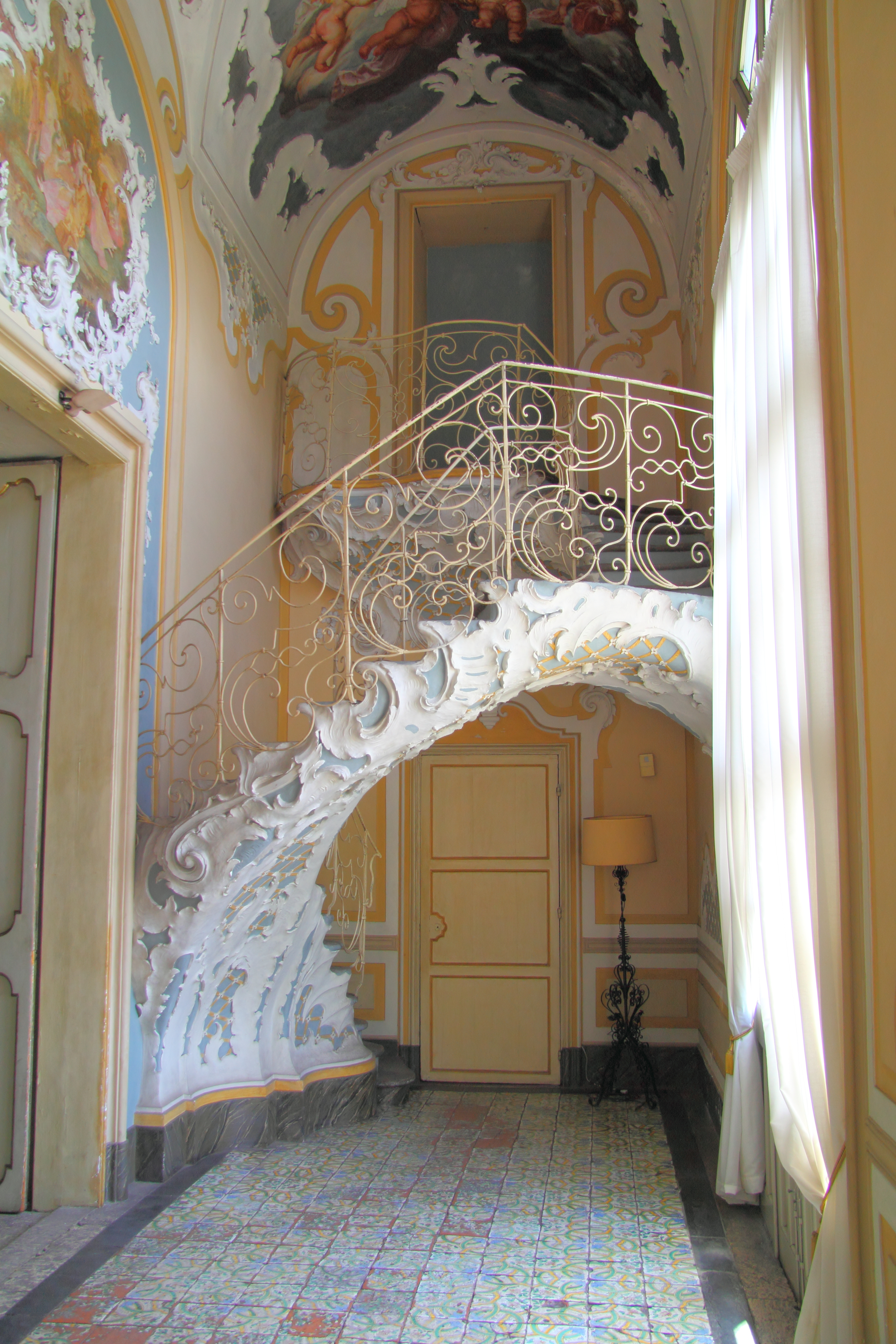
Escadaria